# Верхний Двор
Верхний Двор — деревня в Кадуйском районе Вологодской области.
Входит в состав сельского поселения Семизерье (до 2015 года входила в Мазское сельское поселение), с точки зрения административно-территориального деления — в Мазский сельсовет.
Расположена на левом берегу реки Колпь. Расстояние по автодороге до районного центра Кадуя — 55 км, до центра сельсовета деревни Маза — 12 км. Ближайшие населённые пункты — Заэрап, Ширьево, Шоборово.
По переписи 2002 года население — 43 человека (16 мужчин, 27 женщин). Преобладающая национальность — русские (98 %).